# Макаров Дмитро Євгенович
Дмитро́ Євге́нійович Мака́ров — сержант Збройних сил України, 95-а окрема аеромобільна бригада.

## Нагороди
За особисту мужність і героїзм, виявлені у захисті державного суверенітету та територіальної цілісності України, вірність військовій присязі під час російсько-української війни нагороджений
- орденом «За мужність» III ступеня (4.12.2014)
- недержавною нагородою «Народний Герой України» (наказ № 17 від 29 червня 2016 року)